# It's a Wonderful Life (album)
It's a Wonderful Life è il terzo album degli Sparklehorse, pubblicato nel 2001. Tra i musicisti che hanno collaborato all'album vi sono Tom Waits, PJ Harvey, John Parish, Nina Persson, e Dave Fridmann. È stato il loro album col maggiore successo commerciale, riuscendo a vendere più di 63,000 copie.

## L'album
Mark Linkous ha registrato i suoi primi due album, Good Morning Spider e Vivadixiesubmarinetransmissionplot, in una piccola stanza all'interno della sua fattoria in Virginia. Lì ha lavorato da solo, registrando tutti gli strumenti e la voce. It's a Wonderful Life è stata la prima uscita in cui Linkous non si è esibito da solo nel suo studio privato.
Secondo quanto riferito, Linkous era incredibilmente nervoso all'idea di contattare Tom Waits. In un'intervista con The Guardian ha ammesso di aver dovuto bere cinque shot di whisky prima di trovare il coraggio di chiamare il famoso cantautore. Durante la telefonata, i due organizzarono un incontro in California. L'incontro è stato piuttosto insolito e si è svolto all'interno di un SUV mentre i due uomini percorrevano un'autostrada della California. In macchina discutevano di possibili idee per l'album, dei loro animali meno amati e del reciproco disgusto per gli avvoltoi. Waits ha registrato la canzone "Dog Door".
It's a Wonderful Life è stata registrata anni dopo l'overdose di droga quasi fatale di Linkous in una stanza d'albergo di Londra. L'incidente ha ricevuto una grande copertura mediatica ed è stato documentato in diverse riviste musicali, tra cui Rolling Stone e Spin. Linkous ha dovuto spesso rispondere a domande sulla sua overdose durante le interviste. È stato anche rimproverato da alcuni critici per i temi estremamente cupi nel suo lavoro, che avevano influenzato la scrittura della traccia omonima dell'album.

## Tracce
1. It's a Wonderful Life - 3:00
2. Gold Day - 4:14
3. Piano Fire - 2:43
4. Sea of Teeth - 4:30
5. Apple Bed - 4:55
6. King of Nails - 4:15
7. Eyepennies - 5:03
8. Dog Door - 3:11
9. More Yellow Birds - 4:57
10. Little Fat Baby - 3:41
11. Comfort Me - 5:03
12. Devil's News - 3:32 
  - Esclusa dalla versione Europea.
13. "Babies on the Sun" – 4:37
14. "Morning Hollow" [traccia nascosta] – 7:26